# クイズ王
クイズ王（クイズおう）とは、クイズが極めて強い人物に対する呼称。ここでいう「クイズ」とはなぞなぞやパズルを含まない、いわゆる競技クイズやそれに類するクイズを指す。

## 日本
2003年刊行の『TVクイズ番組攻略マニュアル3』（フレームワークジェイピー 著/新紀元社）では「数々のクイズ番組を制してきた人」「クイズ番組で破格の優勝賞金を手に入れた人」「日本一決定戦で優勝した人」の3つを定義としている。「日本一決定戦」は特定の大会を指すものではなく、「クイズ日本一を決める」と謳うクイズ番組や大会は複数あった。
ただしこれらはテレビで視聴者参加型のクイズ番組が多く放送されていた時期の定義であり、後述の通り、2025年現在ではそうしたクイズ番組自体がほぼ無いに等しい状況である。現在「クイズ王」の語はクイズのトッププレイヤー、第一人者といったような意味で使われている。

### 歴史
「クイズ王」という語の初出は明確ではないが、『アメリカ横断ウルトラクイズ』（1977年～1992年、1998年・日本テレビ）は優勝者を「日本一のクイズ王」と称しており、遅くともこの初回（1977年）には存在していたことになる。20世紀後半のテレビでは、各局で多くの視聴者参加型のクイズ番組が放送され、芸能人等ではないにもかかわらず複数の番組で優勝したり好成績を残したりして有名になるプレイヤーが存在していた。
1970～80年代頃にクイズサークル・大学クイズ研究会などが生まれ、競技クイズ界隈が本格的に形成された後、1990年前後に『史上最強のクイズ王決定戦』（1989年～1995年・TBS）と『FNS1億2,000万人のクイズ王決定戦!』（1990年～1994年・フジテレビ）が相次いで始まり、『アメリカ横断ウルトラクイズ』と合わせて「クイズ王ブーム」を生んだ。
当時は「クイズ王」たちのキャラクターにも注目が集まり、『クイズは創造力』（長戸勇人 著/情報センター出版局）などの書籍の出版や、『オールスター激突クイズ 当たってくだけろ!』（TBS）などでの「クイズ王」としてのテレビ出演といった活動が見られ、「クイズ王」はタレントのような人気でクイズ愛好者以外の一般視聴者にも広く知られた。ブームは1990年代半ばには沈静化し、大規模クイズ番組も相次いで終了したが、「クイズ王」たちの多くは競技クイズ界で活動を続けたり、クイズ作家・放送作家に転身して後年のクイズ番組の制作側となったりした。
2000年に入ると『クイズ$ミリオネア』（2000年～2007年、フジテレビ）や『タイムショック』シリーズ（2000年～2006年、テレビ朝日）など視聴者参加型クイズ番組が一時的に増えたが、クイズ王ブームの再来とはならず、いずれも人気芸能人が出場する形式にシフトしていき、「芸能人クイズ王」（クイズタレント）がフォーカスされるようになった。『クイズプレゼンバラエティー Qさま!!』（2004年～継続中・テレビ朝日）は当初知識を問うクイズ番組ではなかったが、2007年に路線変更し、「芸能人クイズ王」たちの活躍の場となっていった。
2008年、『全国高等学校クイズ選手権』（1983年～継続中・日本テレビ、通称『高校生クイズ』）がそれまで長年続けてきた「知力・体力・チームワーク」のバラエティ路線を大きく変更。知識力を重視した競技クイズ同様の形式となり、高校生たちが難問を次々と解いていく姿が話題を呼んだ。この形式は5年間続き、各地の高校のクイズ研究会や競技クイズ界全体が活発化した。
この時期に『高校生クイズ』に出場したOB・OGの中から、『東大王』（2017年～2024年・TBS）の出演者や、QuizKnockのメンバーが輩出される。QuizKnockは2017年よりYouTubeチャンネルを展開、競技クイズそのものを積極的に広め、伊沢拓司らメンバーの人気も集まるようになった。2025年現在、競技クイズ界は以前より広く認知され、伊沢らQuizKnockメンバーは「クイズ王」と称され、往時のクイズ王ブームの再来に近い状況といえる。
「芸能人クイズ王」たちは世代交代しつつ存在し続けており、2025年でもクイズ番組が多く放送されている。一方で視聴者参加型クイズ番組は減少し、2021年には『パネルクイズ アタック25』が終了、地上波テレビではレギュラー放送の視聴者参加型クイズ番組が皆無になった（『アタック25』はのちにBS放送で再開）。

### 主なクイズ王

#### 芸能人クイズ王
- 麻木久仁子
- 伊沢拓司（QuizKnock代表、YouTuber）[1]
- 石坂浩二
- 宇治原史規[2]
- カズレーザー[3]
- 辰巳琢郎[2]
- 鶴崎修功[4]
- 寺嶋由芙
- 天明麻衣子
- はらたいら
- 三浦奈保子
- 宮崎美子[5]
- 森本栄浩
- やくみつる
- ラサール石井

#### 一般人・クイズ作家のクイズ王
- 秋利美記雄
- 石野まゆみ
- 稲川良夫
- 奥畑薫[6]
- 北川宣浩
- 山東昭子
- 水津康夫[7]
- 田中健一（クイズ作家）
- 徳久倫康
- 永田喜彰
- 長戸勇人（クイズ作家）
- 西村顕治
- 能勢一幸（埼玉県職員）
- 日髙大介（クイズ作家）[8]
- 古川洋平（クイズ作家、YouTuber。クイズ法人カプリティオ代表）[9]
- 松尾清三
- 水上颯[10]
- 水野文也（元・千葉県議会議員）
- 道蔦岳史（クイズ作家）[11]
- 森田敬和（会社社長）

#### その他、著名なクイズプレイヤーやクイズ作家など
- 石野将樹（クイズ作家）[12]
- 久保隆二（クイズ作家）
- 小山鎮男（囲碁棋士。ホノルルクラブ初代会長）
- 鈴木淳之介[13]
- 為季正幸[14]
- 廣海渉
- 矢野了平（放送作家[15]）
- 脇屋恵子[16]
- ワロドム・ジアムサクン（タイ人）[17][18]

## 欧米

### 主なクイズ王
- ケビン・アッシュマン
- ケン・ジェニングス（人間代表として後述のワトソンと勝負した1人）
- ジェームズ・ホルツハウアー（アメリカのクイズ番組『ジェパディ!』32連勝[19]）
- パット・ギブソン
- ロニー・スウィガース

### 人工知能との対戦
2011年2月16日にクイズ番組『ジェパディ!』でIBM社の人工知能ワトソンと人間の対戦が行われた。当時、技術者たちの間では人間向けの自然言語を理解できるようにすることは容易でなく対戦に勝つのは到底無理と考えられていたが、結果は人工知能の勝利となった。